# Karl Kaleske
Karl Kaleske (ur. 19 lutego 1895 w Dobrzyniu nad Wisłą, zm. ?) – SS-Sturmbannführer, adiutant Jürgena Stroopa.
Podczas I wojny światowej służył w 61 Dywizji Piechoty, za co został odznaczony Krzyżem Żelaznym II Klasy.
Po wojnie został policjantem. Do SS dołączył w 1937 pod numerem członkowskim 290196. 1 stycznia 1940 wstąpił do NSDAP.
20 kwietnia 1939 awansował na SS-Untersturmführera jako członek Głównego Urzędu Sicherheitsdienst w Berlinie. Kaleske służył w koszalińskim Gestapo.
Po wojnie został oskarżony przez Międzynarodowy Trybunał Wojskowy w Norymberdze. Jego zeznania posłużyły jako dowód przeciwko Ernstowi Kaltenbrunnerowi, w wyniku których Kaltenbrunner otrzymał karę śmierci.